# 越野障礙賽

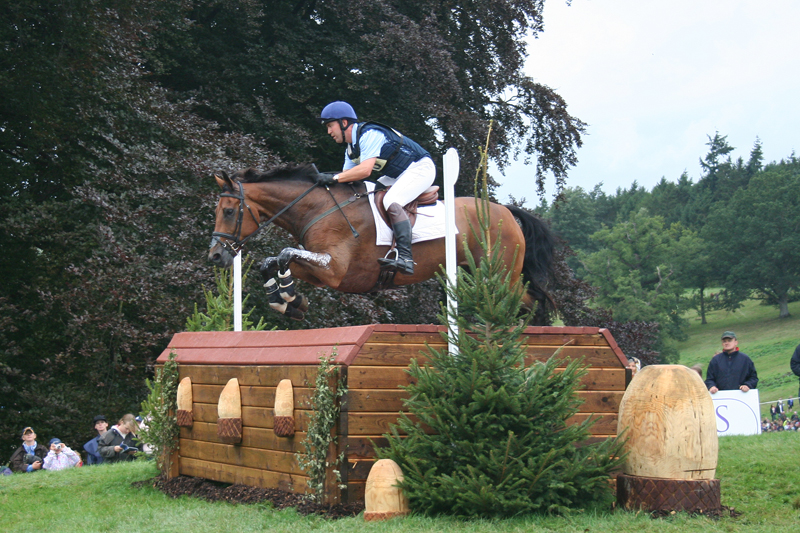
越野障礙賽的參賽者

越野障礙賽（Cross-country）是馬術三項賽中的一項，是測試耐力的马术測試。越野障礙賽也可能獨立成為一個比賽項目，稱為獵人試驗，也可能稱為越野障礙賽，一般只會在較初級、地方性的比賽才會有此獨立的項目。
越野障礙賽的目的是在確認在馬匹良好訓練，體能在最佳狀態時，在實際越野賽跑時的速度、耐力及跳躍能力。同時也在測試騎手對馬的速度和使用情況的瞭解程度。
越野障礙賽可以測試馬匹及騎手短時間的耐力，至於馬匹及騎手長時間的耐力，是另外一項馬術項目耐力賽馬測試的內容。

## 場地

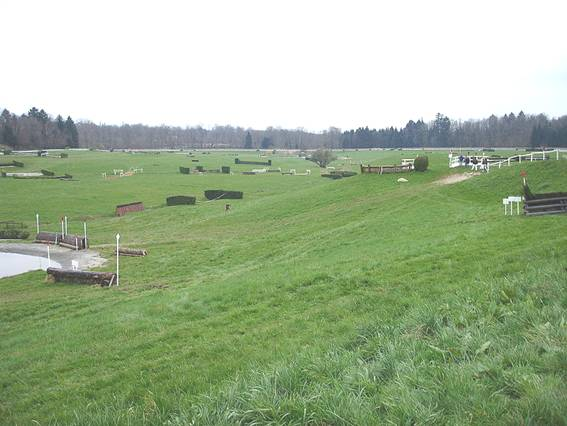
越野障礙賽，右上角即為出發位置的start box

### 場地長度及障礙
越野障礙賽約2.75英里到4英里（６公里）長，上面會有24至36個固定的障礙。障礙一般會設計的看起來像是天然的，不過也可以加上一些少見的材料或是裝飾，以測試馬匹的勇氣。障礙一般會包括在野外騎馬會遇到的障礙，例如樹木、原木、溝渠等。
所有的障礙以及一定要走的通道都會立旗，右側立紅旗，左側立白旗。紅旗上的黑布條表示可選擇是否要過此障礙，騎手可以選擇走旁邊的通道，不會影響分數。所有的障礙都有編號，若同一個比賽中有不同等級的選手，編號上的顏色表示此柵欄對應的等級（例如綠底上的白色數字表示此柵欄是初級的）。

### 設計
越野障礙賽的場地會在野外的場地進行。每一個場地都有其獨特的特性，一般也會融合此區域自然的地形，有些比賽會在幾乎是平地的場地進行，而有些則會在山丘上進行。
好的場地設計者可以利用地形，幫助比較低等級的馬匹以及騎手，可以為通過障礙預備，也可以為有經驗的參賽者提高難度。例如可以在將柵欄放在樹叢的前，讓起跳以及落地位置的亮暗程度不同，這需要騎手的小心謹慎，也需要馬匹的自信。為了要提早難度，設計者也可以障礙放在山邊，塚的最高點（馬匹在落地時才能看到落地的地面，測試勇氣），或是用樹木或是溝渠，強迫騎手選擇較困難的路線。

## 障礙種類

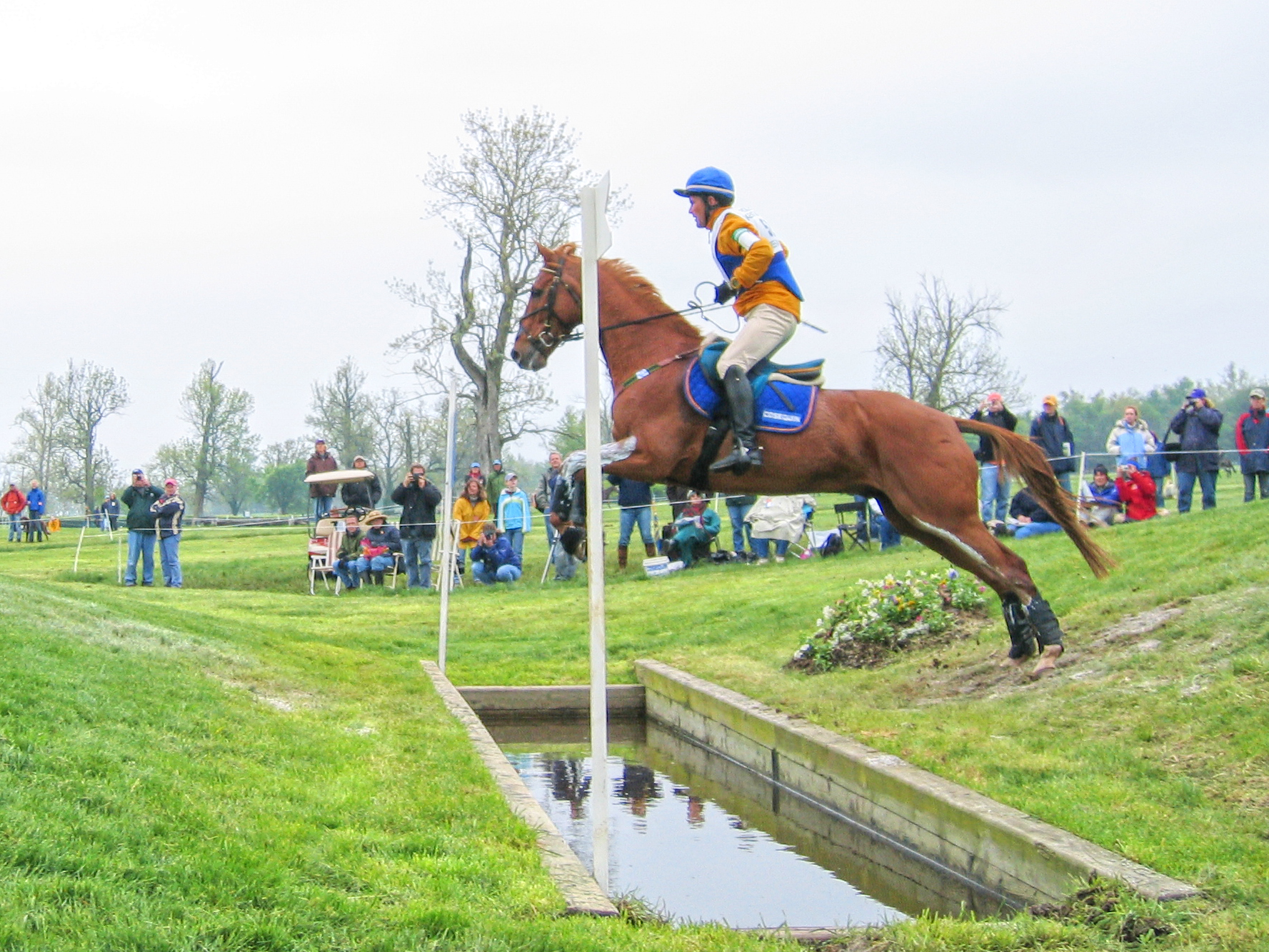
騎手和馬匹越過名為coffin的障礙

越野障礙賽中的障礙有分為許多種，其設計目的是在一定程度中模擬在實際越野騎馬時會遇到的障礙。有用各種材料（例如原木、磚牆）組成的垂直障礙，也有用多個元素組成的障礙，像是雙重障礙（oxer）或三重障礙（triple bar），這些也稱為伸展障礙。大部份的比賽中也會出現水障。也有將多個元素組合在一起的組合障礙。